# 阿伊勒欧克洛谢
阿伊勒欧克洛谢（法語：Ailly-le-Haut-Clocher，法語發音：[aji lə o klɔʃe]），法国北部市镇，位于上法兰西大区索姆省，隶属于阿布维尔区，其市镇面积为10.81平方公里，2022年1月1日时人口数量为1,021人，在法国城市中排名第10,081位。
阿伊勒欧克洛谢位于索姆省中西部，多条公路在此交汇。

## 地名来源
“阿伊”一名来源于高卢语单词“alius”，本意为“另一个”，对应现代法语单词“autre”，引申含义为“新的”。
“勒欧克洛谢”一名与当地的圣母升天教堂有关，自1801年起成为当地官方名称的一部分。

## 历史
阿伊勒欧克洛谢历史上长期为一处普通村落，公元9世纪时为圣里基耶修道院的一处领地，当地的教堂在宗教战争时期被烧毁，后重建。法国大革命后，阿伊勒欧克洛谢成为索姆省的一个市镇。

## 地理

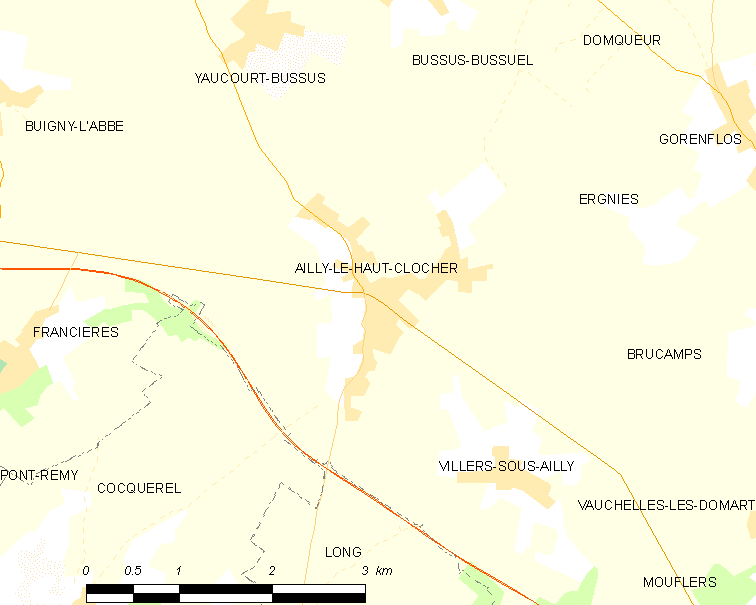
阿伊勒欧克洛谢市镇范围地图

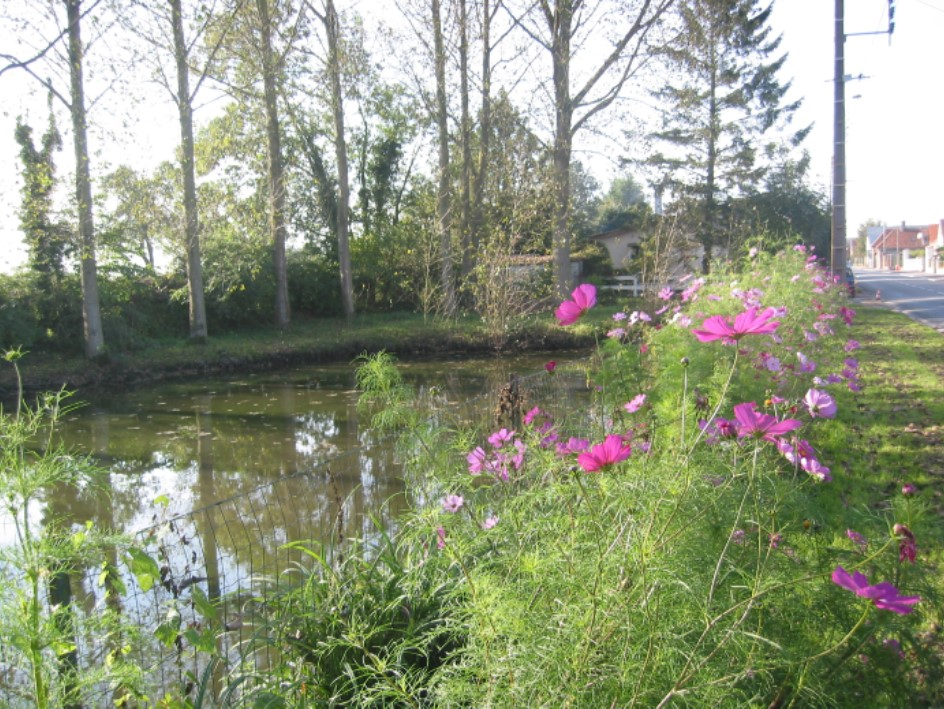
阿伊勒欧克洛谢境内的一处水塘

阿伊勒欧克洛谢位于法国北部，上法兰西大区西部和索姆省中西部，距离省会亚眠大约36公里。与阿伊勒欧克洛谢接壤的市镇包括：布吕康、比尼拉贝、科克雷勒、栋克尔、埃尔尼、弗朗西耶尔、隆村、维莱苏萨伊。

### 地形
阿伊勒欧克洛谢位于法国北部皮卡第平原腹地，境内以平原为主，市镇中心地势较为平坦，全境海拔在72到115米之间。

### 水文
阿伊勒欧克洛谢属于索姆河流域，其境内无大型天然地表径流及水域。

### 植被
阿伊勒欧克洛谢属于温带阔叶混交林区，镇中心西部有一处林地。
在鲜花城市的评比中，阿伊勒欧克洛谢暂未被评级。

### 气候
阿伊勒欧克洛谢在柯本气候分类法中属于温带海洋性气候。

## 行政区划
阿伊勒欧克洛谢是法国上法兰西大区索姆省的一个市镇，编号为80009。阿伊勒欧克洛谢隶属于阿布维尔区、索姆省第一选区以及吕镇县，同时也是蓬蒂厄-马尔康泰尔市镇公共社区的组成部分。
自2020年起，法国国家统计与经济研究所（简称）在进行数据统计时，将克鲁瓦罗划入包含369个市镇的亚眠城市辐射区中。此外，还将阿伊勒欧克洛谢市镇整体看作一个“块区”（IRIS）。

## 交通

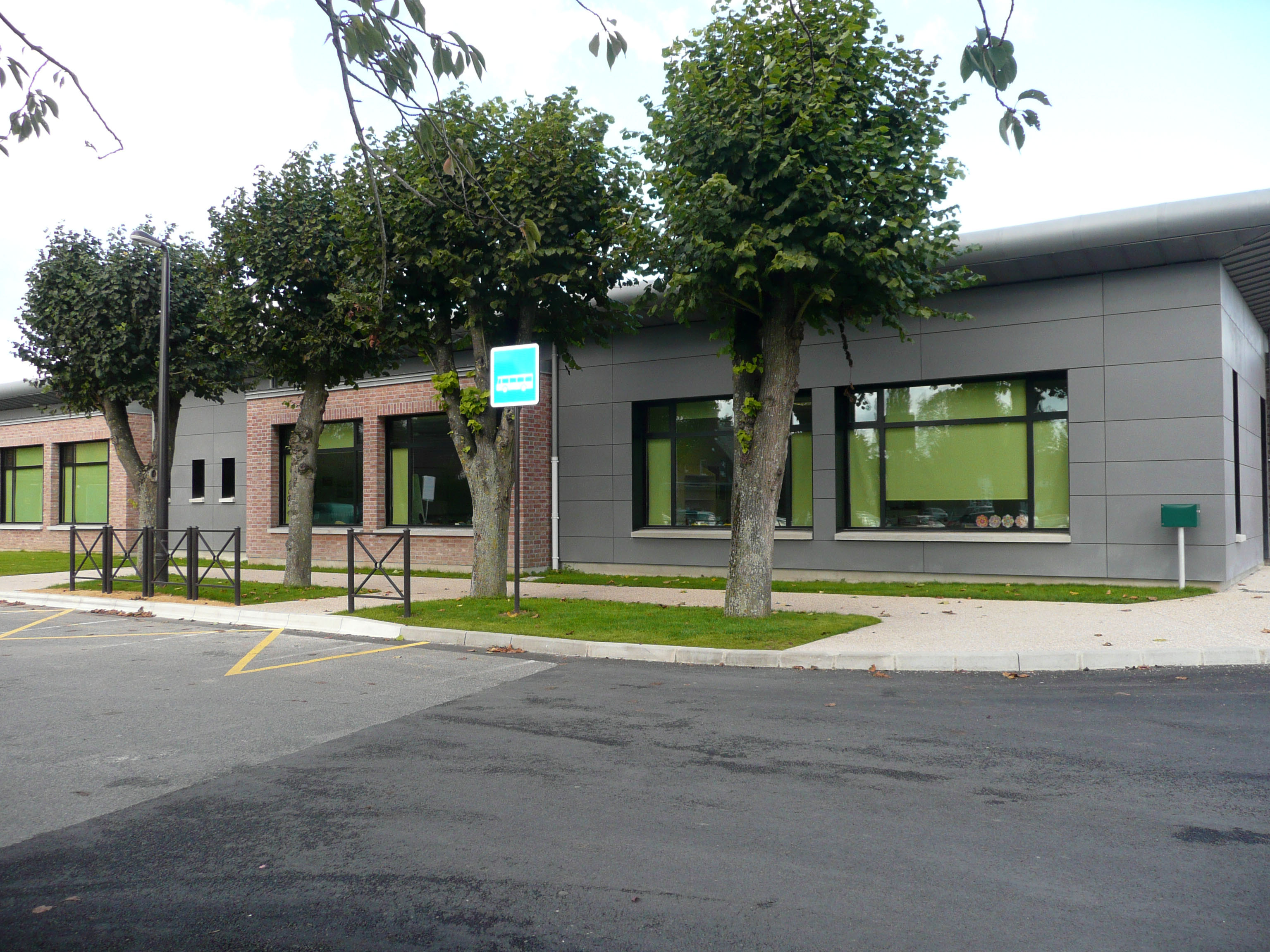
镇中心的校车停靠点

### 公路
索姆省省道D32线、D46线和D1001线在阿伊勒欧克洛谢境内交汇，上法兰西大区下属的城际客运提供校车线路，可前往周边部分市镇。
2017年，81.4%的阿伊勒欧克洛谢家庭拥有至少一辆私人汽车。2018年，阿伊勒欧克洛谢境内共发生各类交通事故1起，造成1人受伤。

### 铁路
距离阿伊勒欧克洛谢最近的客运铁路车站是位于隆戈－布洛涅铁路上的蓬雷米站，该站停靠往返于亚眠和阿布维尔一线的区域列车。

### 航空
距离阿伊勒欧克洛谢最近的民用航空站为博韦-蒂耶机场，距离阿伊勒欧克洛谢市中心的公路里程约90公里。

### 城市公共交通
截至2021年8月，阿伊勒欧克洛谢暂无城市公共交通系统。

## 政治

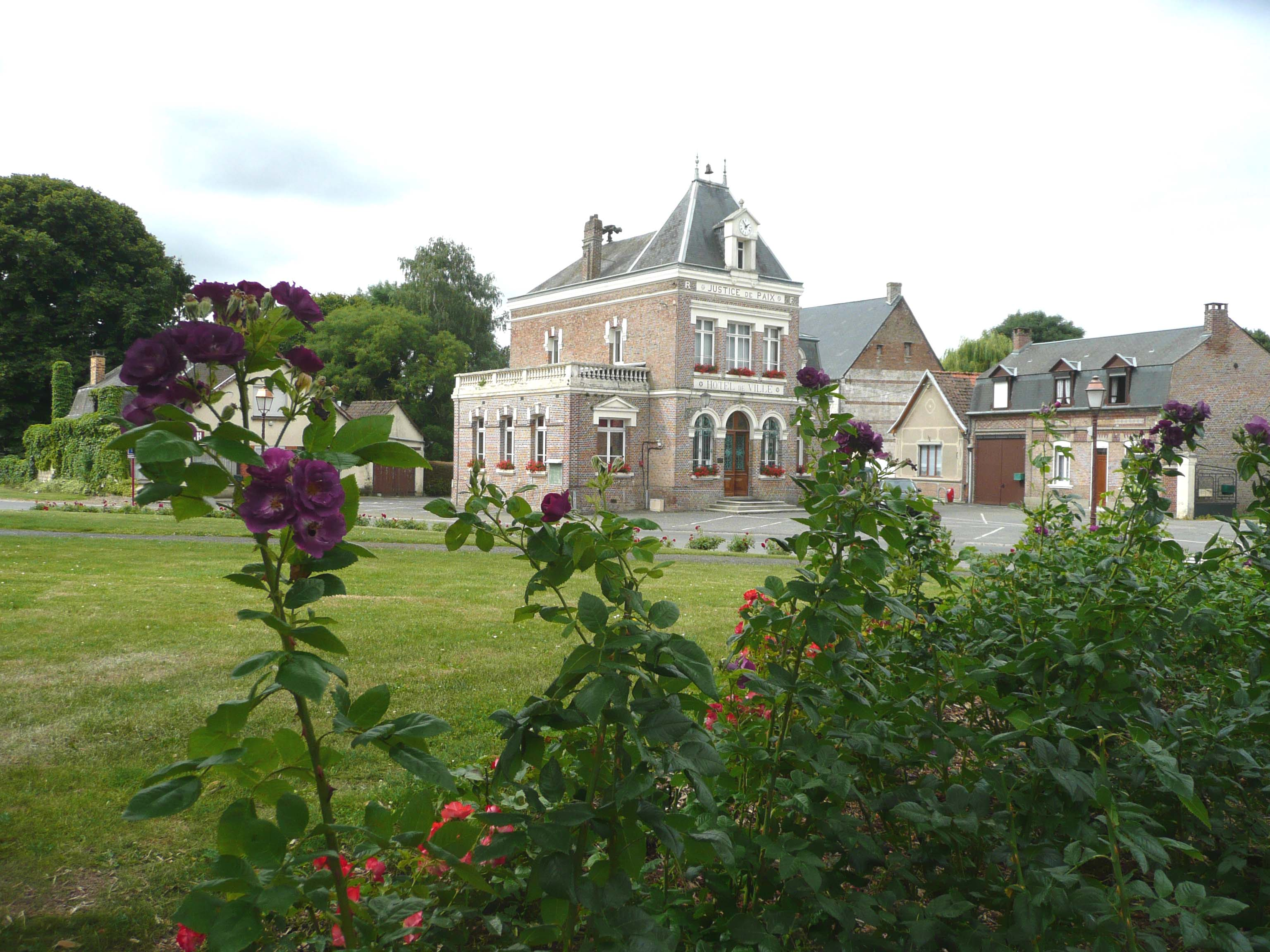
阿伊勒欧克洛谢市政厅及前方的花园

阿伊勒欧克洛谢的现任市长为安托万·贝尔特先生（Antoine Berthe），他是一名无党派人士，在2020年的市政选举中获得了100%的支持率（无其他候选人）。
在2017年的法国总统大选中，法国第25任总统埃马纽埃尔·马克龙在阿伊勒欧克洛谢获得了55.54%的支持率。

## 人口
2018年，阿伊勒欧克洛谢市镇人口数量为982，在法国排名第10,081位。其中男性483人，女性483人，75岁及以上人口占6.7%，外籍人口数量为131人，人口密度为91人/平方公里，当地居民被称为（男性）或（女性）。2019年，阿伊勒欧克洛谢境内出生12人，死亡人口4人。
| 年份   | 1936 | 1946 | 1954 | 1962 | 1968 | 1975 | 1982 | 1990 | 1999 | 2004 | 2009 | 2014 | 2018 |
| ------ | ---- | ---- | ---- | ---- | ---- | ---- | ---- | ---- | ---- | ---- | ---- | ---- | ---- |
| 人口數 | 764  | 688  | 787  | 778  | 757  | 778  | 801  | 809  | 831  | 853  | 859  | 950  | 982  |

## 经济
截止2021年8月，阿伊勒欧克洛谢共有103家用人单位或自雇。

## 财政收入
2019年，阿伊勒欧克洛谢的财政收入总额为573,700欧元，财政支出总额为441,850欧元，当年的债务总额为294,650欧元。2020年，阿伊勒欧克洛谢共获得242,771欧元的国家财政补助，比上一年增加了0.16%。
2019年，阿伊勒欧克洛谢的家庭平均月收入总额为2,314欧元，低于法国平均水平（2,318欧元）。
2017年，阿伊勒欧克洛谢境内的青壮年（15至64岁）失业率为12.6%，当地49.7%的家庭拥有纳税资格，平均纳税2,957欧元，低于法国平均水平（3,888欧元）。

## 社会事务

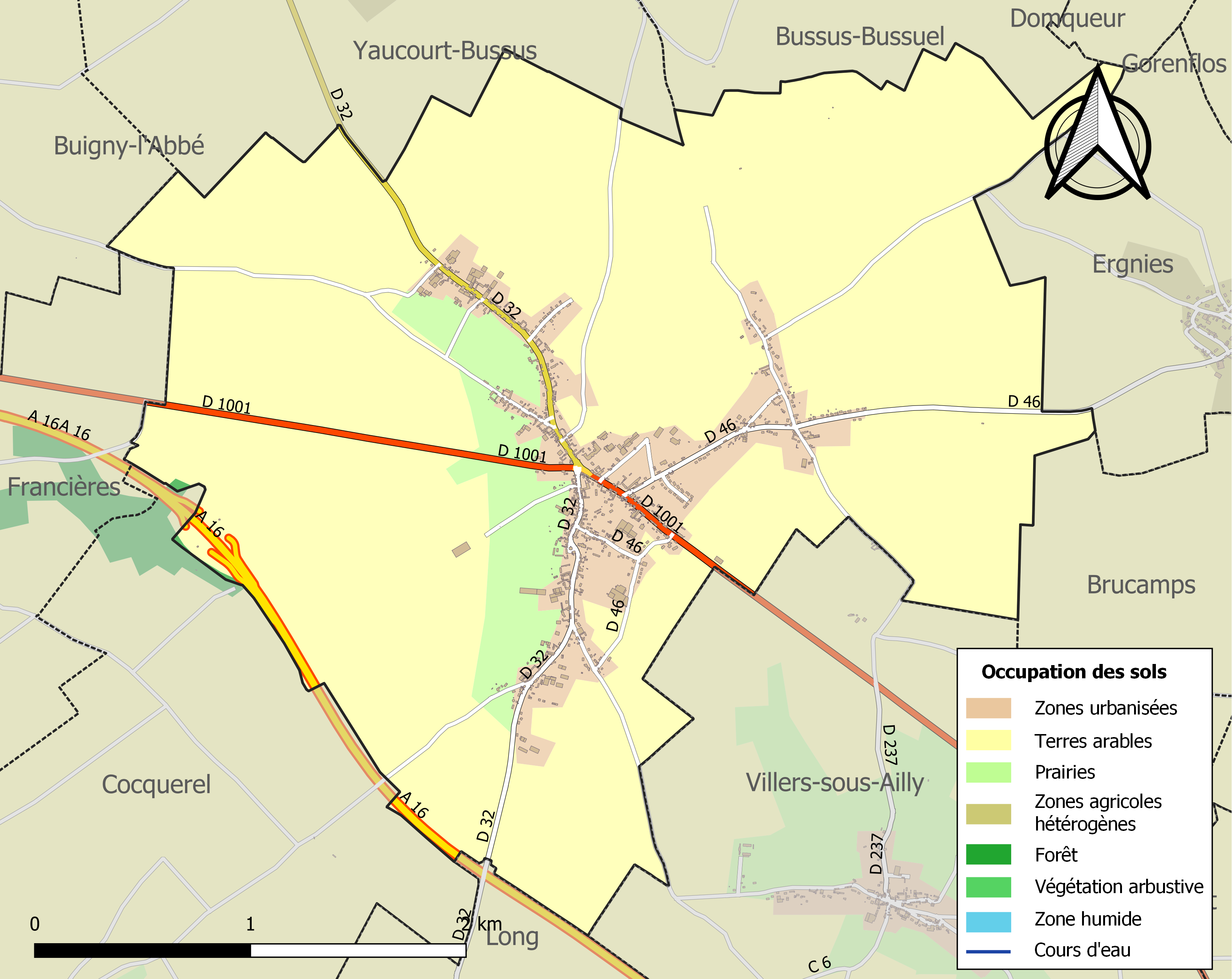
阿伊勒欧克洛谢土地利用情况地图

### 教育
阿伊勒欧克洛谢属于亚眠学区。截止2019年1月1日，阿伊勒欧克洛谢境内共有1所小学和1所初级中学。 2018至2019学年度，阿伊勒欧克洛谢境内共有在校中等教育阶段学生344名。

### 医疗
截止2019年1月1日，阿伊勒欧克洛谢境内共有全科医生2名、保健师2名、牙医1名和护士6名。境内共有药房1家。
距离阿伊勒欧克洛谢最近的区域性医疗机构是“阿布维尔中心医院”（Centre Hospitalier d'Abbeville），其主病区位于阿布维尔市区，设有床位408个，是当地规模最大的公立综合性医院。

### 住房
2017年，阿伊勒欧克洛谢境内共有各类住房446套，其中97.3%为独立式居民区，2.7%为集中式居民区。常住房屋占阿伊勒欧克洛谢市镇范围内居民建筑总量的88.1%。
在住房保障政策方面，2017年，阿伊勒欧克洛谢境内共有44户家庭获得了住房经济补助，受益人数占总人口数量的4.6%，其中39份为房租补助。

### 商业
2019年，阿伊勒欧克洛谢境内共有各类实体商铺17家，其中餐厅1家、杂货店1家、面包房1家、美容美发店2家、汽车维修店1家。

### 体育
2019年，阿伊勒欧克洛谢境内共有2间体育馆、2座综合体育场、1处网球场以及1处足球或橄榄球场。
截至2021年8月，阿伊-沃谢勒足球俱乐部（F.C. Ailly-Vauchelles）是当地唯一的注册足球队，2021至2022赛季参索姆省足球联赛。

### 环境
阿伊勒欧克洛谢的环境事务由其所属的公共社区负责。2019年，阿伊勒欧克洛谢境内暂无污染企业。

### 治安
2019年，阿伊勒欧克洛谢市镇范围内有1处宪兵队。
2014年，阿伊勒欧克洛谢及附近地区共发生各类案件3,089起，其中盗窃类案件1,772起，经济类案件245起，毒品交易类案件291起。

## 文化

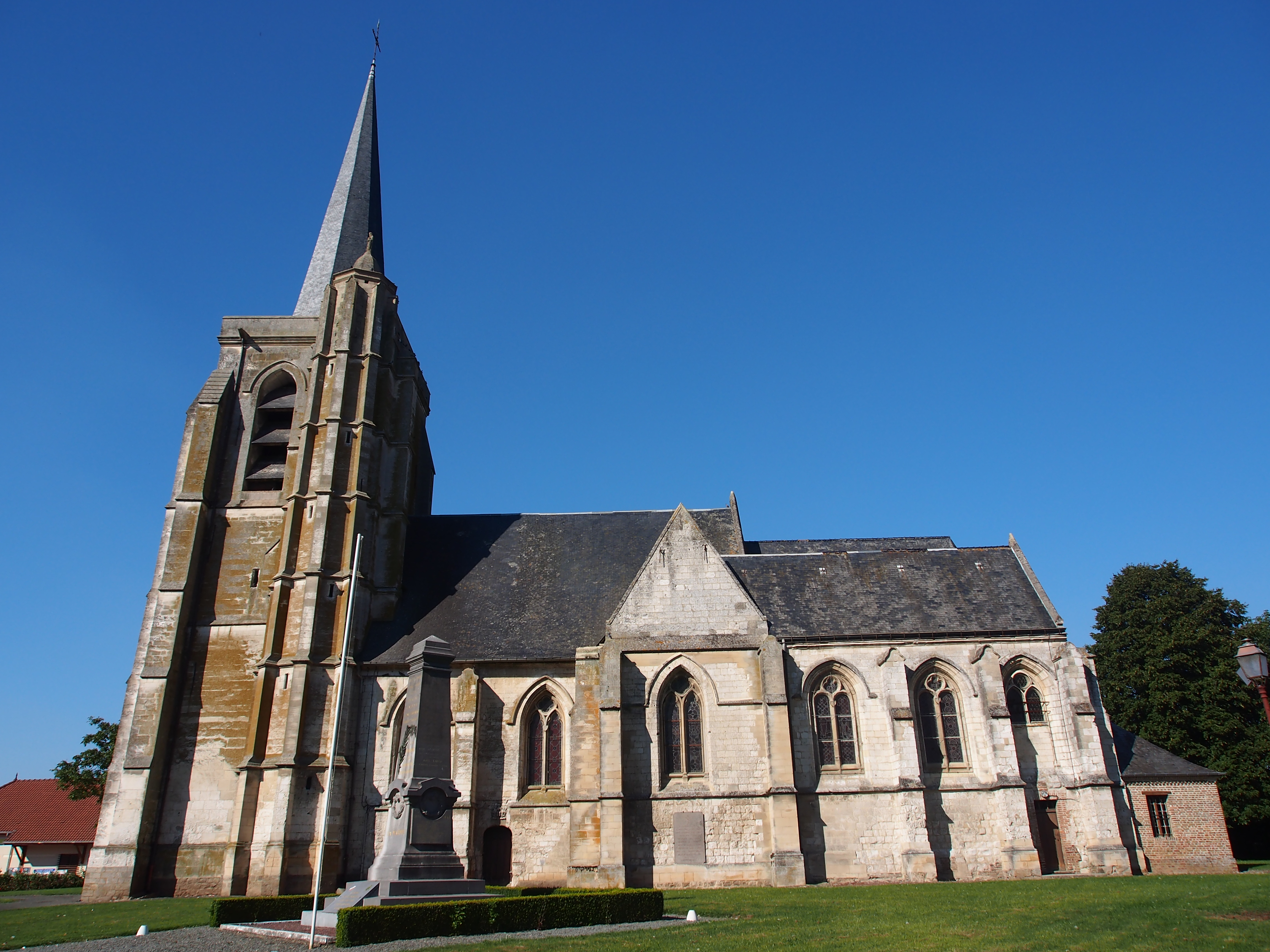
阿伊勒欧克洛谢圣母升天教堂侧面

2019年，阿伊勒欧克洛谢境内暂无任何文化设施。

### 建筑
阿伊勒欧克洛谢境内有多处历史建筑，其中阿伊勒欧克洛谢圣母升天教堂是当地的地标性建筑物，自1910年起被列入法国国家文物保护单位。

### 旅游
阿伊勒欧克洛谢的旅游事务由其所属的公共社区负责。2020年，阿伊勒欧克洛谢境内暂无任何游客接待设施。

### 媒体
法国主要的媒体均可在阿伊勒欧克洛谢接收，法国电视三台下属的上法兰西大区频道在部分时段播出阿伊勒欧克洛谢所属区域的地方新闻。

## 友好城市
截至2021年8月，阿伊勒欧克洛谢共与一座城市建立友好城市关系：
- 比利时 费克斯-勒欧克洛谢